# Damavand (berg)
De berg Damāvand (Perzisch: دماوند) is een slapende stratovulkaan die met een hoogte van 5671 m de hoogste berg van Iran vormt. In de topkrater zijn nog fumarolen waarneembaar, die op 6 juli 2007 in intensiteit bleken toegenomen, op een nieuwe plek in de krater. De berg is gelegen aan de zuidkust van de Kaspische Zee, ongeveer 70 km ten noorden van de hoofdstad Teheran.
In de Zoroastrische teksten en mythologie was de driekoppige draak Azhi Dahaka geketend in de berg, waar hij tot het einde der tijden moest blijven. Ook de legende van Arash speelt zich rondom de berg af.

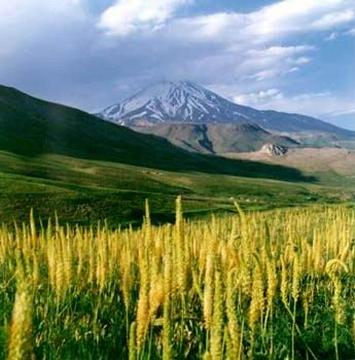
De Damāvand in de zomer